# Кубок России по кёрлингу среди смешанных пар
Кубок России по кёрлингу среди смешанных пар (Кубок России по кёрлингу в дисциплине дабл-микст)— ежегодное соревнование российских команд по кёрлингу среди смешанных пар (состоящих из одного мужчины и одной женщины; дабл-микст; англ. mixed doubles curling). Проводится с 2008 года. Организатором является Федерация кёрлинга России.

## Годы, города проведения и призёры
| Год  | Город       | Золото | Серебро | Бронза |
| 2008 | Дмитров     | «Москва» (Москва) Ольга Жаркова, Дмитрий Абанин Тренеры: О.А. Андрианова, Ю.А. Андрианов, Н.Н. Петрова, Ю.С. Борисова | «СКА-1» (Санкт-Петербург) Денис Яковлев, Мария Дуюнова, Валентин Деменков Тренеры: И.В. Колесникова, А.В. Колесников | «Москвич-2» (Москва) Надежда Лепезина, Евгений Рябышев, Владимир Собакин, Ольга Лаврова Тренеры: Ю.С. Борисова, Н.Н. Петрова, Р.В. Алисиевич |
| 2009 | Дмитров     | вне зачёта: «Сборная Ленинградской области и Санкт-Петербурга» Алексей Камнев, Яна Некрасова Тренеры: И.В. Колесникова, М.А. Малашина 1-е место: «ШВСМ ЗВС-1»(Санкт-Петербург) Иван Уледев, Мария Дуюнова, Пётр Дрон Тренеры: И.В. Колесникова, А.В. Колесников, К.Ю. Задворнов | «Сборная Москвы» (Москва) Владимир Собакин, Юлия Светова Тренеры: Ю.С. Светова, Н.Н. Петрова                         | «СДЮСШОР "Юность-Метар"» (Челябинск) Михаил Брусков, Ольга Журавлёва Тренеры: Е.А. Жиделев, О.И. Пригоренко                                  |
| 2010 | Тверь       | «Адамант-1» (Санкт-Петербург) Пётр Дрон, Оксана Гертова | «Юность-Метар-2» (Челябинск) Дарья Ященко, Сергей Глухов                                                             | «Москвич» (Москва) Владимир Собакин, Надежда Лепезина                                                                                        |
| 2011 | Дмитров     | «Санкт-Петербург 5» (Санкт-Петербург) Александр Бадилин, Ника Моисеева | «Москва 2» (Москва) Роман Кутузов, Александра Саитова                                                                | «Калининград 1» (Калининград) Леонид Ривкинд, Юлия Гузиёва                                                                                   |
| 2012 | Дмитров     | «Московская область-6» (Московская область) Александр Ерёмин, Дарья Морозова | «СДЮСШОР Москвич-3» (Москва) Александр Козырев, Виктория Макаршина                                                   | «СДЮСШОР Москвич-4» (Москва) Евгений Тавыриков, Надежда Лепезина                                                                             |
| 2013 | Дмитров     | «Санкт-Петербург 3» (Санкт-Петербург) Алексей Тимофеев, Елена Ефимова | «Санкт-Петербург 1» (Санкт-Петербург) Яна Некрасова, Алексей Камнев                                                  | «Сборная Москвы 1» (Москва) Алина Биктимирова, Вадим Раев                                                                                    |
| 2014 | Сочи        | «Санкт-Петербург 1» (Санкт-Петербург) Виктория Моисеева, Александр Крушельницкий | «Санкт-Петербург 7» (Санкт-Петербург) Алексей Тимофеев, Елена Ефимова                                                | «Санкт-Петербург 6» (Санкт-Петербург) Алексей Целоусов, Алина Ковалёва                                                                       |
| 2015 | Сочи        | «Санкт-Петербург 6» (Санкт-Петербург) Пётр Дрон, Полина Биккер | «Московская область 2» (Московская область) Алексей Куликов, Ольга Котельникова                                      | «Сборная Москвы» (Москва) Александр Кузьмин, Алина Биктимирова                                                                               |
| 2016 | Дмитров     | «Санкт-Петербург 6» (Санкт-Петербург) Вероника Тепляшина, Пётр Дрон | «Москвич 2» (Москва) Мария Архипова, Тимур Гаджиханов                                                                | «Санкт-Петербург 5» (Санкт-Петербург) Арина Заседателева, Александр Быстров                                                                  |
| 2017 | Дмитров     | «Санкт-Петербург 6» (Санкт-Петербург) Полина Биккер, Пётр Дрон | «Санкт-Петербург 1» (Санкт-Петербург) Анастасия Халанская, Андрей Дроздов                                            | «Краснодарский край 1» (Сочи) Анастасия Эксузян, Никита Игнатков                                                                             |
| 2018 | Сочи        | «Зекурион-Москвич» Алина Биктимирова, Тимур Гаджиханов | «Московская область 1» Дарья Стёксова, Михаил Васьков                                                                | «Санкт-Петербург 1» Ольга Антонова, Пётр Дрон                                                                                                |
| 2019 | Дмитров     | «Санкт-Петербург 2» Ирина Низовцева, Алексей Тимофеев | «Краснодарский край 1» Людмила Прививкова, Артур Али                                                                 | «Санкт-Петербург 3» Вера Тюлякова, Евгений Климов                                                                                            |
| 2020 | Дмитров     | «Новосибирская область» Александра Стояросова, Иван Казачков Тренеры: А.С. Шмаков, Е.С. Кунгурова | «Московская область 3» Ольга Котельникова, Алексей Куликов Тренеры: М.О. Веренич, Т.А. Лукина                        | «Москвич» (Москва) Мария Цебрий, Тимофей Насонов Тренеры: Д.Ю. Андрианов, Е.В. Архипов                                                       |
| 2021 | Иркутск     | «Санкт-Петербург 1» Нкеирука Езех, Алексей Стукальский | «ШВСМ по ЗВС» Анастасия Бабарыкина, Константин Манасевич                                                             | «Московская область 2» Анастасия Мищенко, Алексей Тузов                                                                                      |
| 2022 | Иркутск     | «Красноярский край 1» Кристина Дудко, Владислав Величко | «Иркутская область - Комсомолл 1» Елизавета Трухина, Николай Лысаков Тренер: А.В. Трухина                            | «Санкт-Петербург 2» Нкеирука Езех, Олег Красиков Тренер: О.В. Красиков                                                                       |
| 2023 | Новосибирск | «Санкт-Петербург 2» Алина Ковалёва, Алексей Тимофеев Тренеры: А.К. Брызгалова, П.Д. Дрон | «Санкт-Петербург 1» Нкеирука Езех, Олег Красиков Тренер: К.Ю. Задворнов                                              | «Санкт-Петербург 4» Анастасия Брызгалова, Александр Крушельницкий Тренер: А.К. Брызгалова                                                    |
| 2024 | Новосибирск | «Московская область 1» Анастасия Москалёва, Кирилл Суровов | «Московская область 2» Дарья Морозова, Михаил Васьков                                                                | «Иркутская область – Комсомолл 1» Елизавета Трухина, Николай Лысаков Тренер: А.В. Трухина                                                    |

## Медальный зачёт по кёрлингистам
(с учётом результатов Кубка 2023)
|                         | 1 | 2 | 3 | Всего |
| ----------------------- | - | - | - | ----- |
| Пётр Дрон               | 5 | 0 | 1 | 6     |
| Алексей Тимофеев        | 3 | 1 | 0 | 4     |
| Полина Биккер           | 2 | 0 | 0 | 2     |
| Нкеирука Езех           | 1 | 1 | 1 | 3     |
| Тимур Гаджиханов        | 1 | 1 | 0 | 2     |
| Мария Дуюнова           | 1 | 1 | 0 | 2     |
| Елена Ефимова           | 1 | 1 | 0 | 2     |
| Дарья Морозова          | 1 | 1 | 0 | 2     |
| Алина Биктимирова       | 1 | 0 | 2 | 3     |
| Алина Ковалёва          | 1 | 0 | 1 | 2     |
| Александр Крушельницкий | 1 | 0 | 1 | 2     |
| Дмитрий Абанин          | 1 | 0 | 0 | 1     |
| Александр Бадилин       | 1 | 0 | 0 | 1     |
| Владислав Величко       | 1 | 0 | 0 | 1     |
| Оксана Гертова          | 1 | 0 | 0 | 1     |
| Кристина Дудко          | 1 | 0 | 0 | 1     |
| Александр Ерёмин        | 1 | 0 | 0 | 1     |
| Ольга Жаркова           | 1 | 0 | 0 | 1     |
| Иван Казачков           | 1 | 0 | 0 | 1     |
| Виктория Моисеева       | 1 | 0 | 0 | 1     |
| Ника Моисеева           | 1 | 0 | 0 | 1     |
| Анастасия Москалёва     | 1 | 0 | 0 | 1     |
| Ирина Низовцева         | 1 | 0 | 0 | 1     |
| Александра Стояросова   | 1 | 0 | 0 | 1     |
| Алексей Стукальский     | 1 | 0 | 0 | 1     |
| Кирилл Суровов          | 1 | 0 | 0 | 1     |
| Вероника Тепляшина      | 1 | 0 | 0 | 1     |
| Иван Уледев             | 1 | 0 | 0 | 1     |

|                      | 1 | 2 | 3 | Всего |
| -------------------- | - | - | - | ----- |
| Михаил Васьков       | 0 | 2 | 0 | 2     |
| Ольга Котельникова   | 0 | 2 | 0 | 2     |
| Алексей Куликов      | 0 | 2 | 0 | 2     |
| Владимир Собакин     | 0 | 1 | 2 | 3     |
| Олег Красиков        | 0 | 1 | 1 | 2     |
| Николай Лысаков      | 0 | 1 | 1 | 2     |
| Елизавета Трухина    | 0 | 1 | 1 | 2     |
| Артур Али            | 0 | 1 | 0 | 1     |
| Мария Архипова       | 0 | 1 | 0 | 1     |
| Анастасия Бабарыкина | 0 | 1 | 0 | 1     |
| Сергей Глухов        | 0 | 1 | 0 | 1     |
| Валентин Деменков    | 0 | 1 | 0 | 1     |
| Андрей Дроздов       | 0 | 1 | 0 | 1     |
| Алексей Камнев       | 0 | 1 | 0 | 1     |
| Александр Козырев    | 0 | 1 | 0 | 1     |
| Роман Кутузов        | 0 | 1 | 0 | 1     |
| Виктория Макаршина   | 0 | 1 | 0 | 1     |
| Константин Манасевич | 0 | 1 | 0 | 1     |
| Яна Некрасова        | 0 | 1 | 0 | 1     |
| Людмила Прививкова   | 0 | 1 | 0 | 1     |
| Александра Саитова   | 0 | 1 | 0 | 1     |
| Юлия Светова         | 0 | 1 | 0 | 1     |
| Дарья Стёксова       | 0 | 1 | 0 | 1     |
| Анастасия Халанская  | 0 | 1 | 0 | 1     |
| Денис Яковлев        | 0 | 1 | 0 | 1     |
| Дарья Ященко         | 0 | 1 | 0 | 1     |

|                      | 1 | 2 | 3 | Всего |
| -------------------- | - | - | - | ----- |
| Надежда Лепезина     | 0 | 0 | 3 | 3     |
| Ольга Антонова       | 0 | 0 | 1 | 1     |
| Михаил Брусков       | 0 | 0 | 1 | 1     |
| Анастасия Брызгалова | 0 | 0 | 1 | 1     |
| Александр Быстров    | 0 | 0 | 1 | 1     |
| Юлия Гузиёва         | 0 | 0 | 1 | 1     |
| Ольга Журавлёва      | 0 | 0 | 1 | 1     |
| Арина Заседателева   | 0 | 0 | 1 | 1     |
| Никита Игнатков      | 0 | 0 | 1 | 1     |
| Евгений Климов       | 0 | 0 | 1 | 1     |
| Александр Кузьмин    | 0 | 0 | 1 | 1     |
| Ольга Лаврова        | 0 | 0 | 1 | 1     |
| Анастасия Мищенко    | 0 | 0 | 1 | 1     |
| Тимофей Насонов      | 0 | 0 | 1 | 1     |
| Вадим Раев           | 0 | 0 | 1 | 1     |
| Леонид Ривкинд       | 0 | 0 | 1 | 1     |
| Евгений Рябышев      | 0 | 0 | 1 | 1     |
| Евгений Тавыриков    | 0 | 0 | 1 | 1     |
| Алексей Тузов        | 0 | 0 | 1 | 1     |
| Вера Тюлякова        | 0 | 0 | 1 | 1     |
| Мария Цебрий         | 0 | 0 | 1 | 1     |
| Алексей Целоусов     | 0 | 0 | 1 | 1     |
| Анастасия Эксузян    | 0 | 0 | 1 | 1     |